# NGC 4628
NGC 4628 est une galaxie spirale vue par la tranche et située dans la constellation de la Vierge. Sa vitesse par rapport au fond diffus cosmologique est de 3 171 ± 26 km/s, ce qui correspond à une distance de Hubble de 46,8 ± 3,3 Mpc (∼153 millions d'al). NGC 4628 a été découverte par l'astronome germano-britannique William Herschel en 1789.
La classe de luminosité de NGC 4628 est II et elle présente une large raie HI. NGC 4628 est une galaxie active de type Seyfert 2.
NGC 4628 est une galaxie dont le noyau brille dans le domaine de l'ultraviolet. Elle est inscrite dans le catalogue de Markarian sous la cote Mrk 1333 (MK 1333).
À ce jour, six mesures non basées sur le décalage vers le rouge (redshift) donnent une distance de 46,100 ± 5,263 Mpc (∼150 millions d'al), ce qui est à l'intérieur des valeurs de la distance de Hubble.